# Liste der Monuments historiques in Le Château-d’Oléron
Die Liste der Monuments historiques in Le Château-d’Oléron führt die Monuments historiques in der französischen Gemeinde Le Château-d’Oléron auf.

## Liste der Bauwerke
| Bezeichnung                    | Beschreibung | Standort                      | Kennzeichnung | Schutzstatus | Datum | Bild           |
| ------------------------------ | --- | ----------------------------- | ------------- | ------------ | ----- | -------------- |
| Zitadelle und Stadtbefestigung | Entwurf von Pierre de Conty d’Argencour, ab 1630 ausgeführt, ergänzt durch Sébastien Le Prestre de Vauban, zwischen 1685 und 1704 | (Lage)                        | PA00104644    | Classé       | 1929  | weitere Bilder |
| Dolmen d’Ors                   | Dolmen des mittleren Neolithikums                                                                                                 | (Lage)                        | PA00104645    | Classé       | 1940  | weitere Bilder |
| Brunnen                        | Renaissancebrunnen | Place de la République (Lage) | PA00104646    | Classé       | 1937  | weitere Bilder |
| Pont Napoléon                  | auch Pont Vauban; 1767 | Chenal de la Brande (Lage)    | PA00104647    | Classé       | 1979  | weitere Bilder |

## Liste der Objekte

### Kirche Notre-Dame de l’Assomption
| Bezeichnung                             | Beschreibung                                                                                              | Standort | Kennzeichnung | Schutzstatus | Datum | Bild |
| --------------------------------------- | --- | -------- | ------------- | ------------ | ----- | ---- |
| Gemälde Die drei theologischen Tugenden | Öl auf Leinwand, von Omer Charlet, zwischen 1860 und 1869                                                 | (Lage)   | PM17000794    | Classé       | 1998  |      |
| Retabel                                 | Marmor und Holz, um 1854                                                                                  | (Lage)   | PM17001762    | Inscrit      | 1994  |      |
| Hochaltar                               | Retabel, Altargemälde und Wandverkleidung des Hochaltars; Holz, 19. Jahrhundert; Gemälde von Omer Charlet | (Lage)   | PM17000067    | Classé       | 1984  |      |

### Hafen
| Bezeichnung                         | Beschreibung                               | Standort | Kennzeichnung | Schutzstatus | Datum | Bild           |
| ----------------------------------- | ------------------------------------------ | -------- | ------------- | ------------ | ----- | -------------- |
| Austernboot L’Impossible            | Holz, 1965                                 | (Lage)   | PM17002166    | Inscrit      | 1009  |                |
| Fischerboot Notre-Dame-de-la-Clarté | Slup; Holz, 1955                           | (Lage)   | PM17000862    | Classé       | 2012  | weitere Bilder |
| Fischerboot Robin des mers          | Slup; Holz, 1951                           | (Lage)   | PM17002175    | Inscrit      | 2011  | weitere Bilder |
| Yacht Cupidon fou                   | Yacht der 6-Meter-Klasse (6mR); Holz, 1929 | (Lage)   | PM17002177    | Inscrit      | 2011  |                |